# برد بهن تنغ تامرادي (سبيدار)
برد بهن تنغ تامرادي (بالفارسية: بردپهن تنگ تامرادی) هي قرية تقع في إيران في قسم سبیدار الريفي.